# Fracción de izquierda del PCd'I
La Fracción de izquierda del PCd'I (en italiano: Frazione di sinistra del PCd'I) fue una organización política constituida a Pantin (suburbio de París) en el abril de 1928, por iniciativa de algunos comunistas italianos, exiliados en Francia y en Bélgica.

## Historia
La Fracción nació después de más de cinco años de enfrentamientos al interior del Partido Comunista de Italia, que vieron la creciente contraposición entre el originario liderazgo de izquierda y la tendencia de “centro” de Gramsci y Togliatti, sostenida por el Internacional Comunista (IC). El contraste, surgido al tercer Congreso del IC (junio 1921), concernía la táctica del “frente único” con la socialdemocracia, que habría frustrado los fundamentos políticos y teóricos, que eran a la base del PCd'I.
La afirmación de la corriente de “centro” en el tercer Congreso del partido (Lyon, 20-26 de enero de 1926) redujo al mínimo los espacios políticos de la izquierda, provocando en los ambientes de la emigración comunista presiones escisionistas, como aquella de Michelangelo Pappalardi que, en julio de 1927, rompió con el Partido y constituyó los Grupos de Vanguardia Comunista (GAC). La tendencia de Ottorino Perrone, por mucho que intentó permanecer en el partido - según la indicación de Amadeo Bordiga – maduró la decisión de constituir la Fracción, cuando el IX Ejecutivo Ampliado (15 de febrero de 1928) del IC impuso a los militantes de los partidos comunistas el aut aut de la condena de León Trotski.
A la Fracción, adhirieron aproximadamente doscientos militantes, que formaron cuatro Federaciones (París, Lyon, Bruselas y Nueva York), según una estructura organizativa centralizada y a base territorial; Aldo Lecci asumió un rol significativo al interior de su comité central. Del 1928 al 1937, la Fracción publicó el quincenal en lengua italiana “Prometeo” y, desde el 1933, la revista teórica “Bilan” que, en el 1938, fue sustituida por “Octobre”. La Fracción se puso el objetivo de constituir una tendencia de izquierda internacional, sobre la base de los principios establecidos de los primeros dos Congresos del IC y en oposición a la “construcción del socialismo en un solo País”, sostenida por Stalin. Con este objetivo, forjó relaciones con otras formaciones de oposición de izquierda, especialmente trotskistas, sin lograr resultados apreciables, como León Trotski, defensor de la táctica del "frente único", privilegiado las relaciones con la Nueva Oposición Italiana.
Para dar voz al debate internacional, a finales de 1933, la Fracción fundó la revista “Bilan” (Bulletin théorique de la Fraction de gauche du PCI), que publicó escritos de exponentes de otras tendencias, entre los cuales Adhémar Hennaut, de la Ligue des Communistes Internationalistes de Bélgica. En el verano del 1935, tras la entrada de la URSS en la Sociedad de las Naciones (16 de septiembre de 1934) y a la táctica del Frente poblar, lanzada por el VII Congreso del IC (julio de 1935), la Fracción rompió definitivamente con los partidos comunistas y asumió el nombre de Fracción Italiana de la Izquierda Comunista.
La Guerra civil española (julio 1936) provocó una escisión vertical: la tendencia representada por Ottorino Perrone y Virgilio Verdaro vio en el conflicto español el primer paso hacia el choque interimperialista, en el que el proletariado debía asumir su propia independencia política; La tendencia de Mario De Leone y Enrico Russo en cambio argumentó que se podía abrir un espacio en España para una salida revolucionaria y decidió intervenir, política y militarmente, una decisión que provocó la separación formal entre las dos tendencias. La evolución de la situación española llevó algunas minorías (en Bélgica, una parte de la Ligue des Communistes Internationalistes y, en México, el Grupo de Trabajadores marxistas - GTM) a adherirse a las posiciones de la Fracción que, al inicio del 1938, constituyó el Bureau internacional de las fracciones de izquierda. Fue suprimido entonces “Bilan” y sustituido con “Octobre”.
Frente a la inminente guerra mundial, la Fracción tuvo una orientación contradictoria. La mayoría se alineó con la tesis de Ottorino Perrone, según la cual el capitalismo había entrado en una nueva fase en la que los tradicionales contrastes imperialistas por la división de los mercados se veían ensombrecidos, ya que prevalecía la "solidaridad intercapitalista" contra la clase obrera. En consecuencia, las potencias capitalistas, para evitar generalizaciones peligrosas, intentaron localizar las guerras, con la ventaja de "volcar sus conflictos en áreas donde no se enfrentan directamente" y apoyar sus economías, gracias a la producción de armas. El corolario de la tesis de Perrone fue la "desaparición del proletariado como clase durante la guerra" que, con la invasión alemana de Polonia, condujo a la disolución de la Izquierda Comunista internacional, a pesar de la fuerte oposición de una consistente minoría. Esta última argumentó que la conflagración mundial conduciría a la derrota de los estados fascistas y, en consecuencia, propuso "Crear el partido del proletariado para la revolución (...) y, en el nuevo entusiasmo, construir un frente sindical unido con las organizaciones proletarias ".
Con la ocupación alemana de Bélgica y de Francia (mayo-junio de 1940), los militantes se vieron obligados a esconderse y, solo a fines de 1940, algunos de ellos lograron reconstituir, en Marsella, un primer embrión organizativo de la Izquierda italiana, alrededor del cual también se reunieron militantes franceses que, en diciembre de 1944, se formaron en París la Fraction Française de la Gauche Communiste (FFGC). Al final de la guerra, parte de los militantes de la FFGC se adhirieron al Partido Comunista Internacionalista, una minoría disidente constituyó la Gauche Communiste de France (GCF - Izquierda Comunista de Francia).